# Spindasis syama
Spindasis syama is een dagvlinder uit de familie van de Lycaenidae, de kleine pages, vuurvlinders en blauwtjes. De vlinder komt verspreid over het Zuidoost-Azië voor.
De spanwijdte van de vlinder is 27 tot 32 millimeter. De waardplanten zijn guave en Dioscorea batatus.